# Sejsar
Sejsar eller Seisarträsk är en sjö i Finland. Den ligger i kommunen Kronoby i landskapet Österbotten, i den centrala delen av landet, 400 km norr om huvudstaden Helsingfors. Sejsar ligger 55 meter över havet. Arean är 11,7 hektar och strandlinjen är 1,43 kilometer lång. Sjön  ingår i Perho å huvudavrinningsområde. 